# Houston Hurricane
El Houston Hurricane fue un equipo de fútbol de los Estados Unidos que formó parte de la North American Soccer League, la desaparecida liga de fútbol más importante del país.

## Historia
Fue fundado en el año 1978 en la ciudad de Houston, Texas y fue uno de los últimos 6 equipos de expansión de la North American Soccer League, concediéndole 3 meses para contratar jugadores y vender entradas. Aunque el entrenador, Timo Liekoski, quien había sido asistente en el Dallas Tornado era capaz de crear un equipo competitivo en tan poco tiempo sería de enormes proporciones. En cualquier caso, el huracán se colocó de último en su primera temporada con diez victorias en treinta partidos (no existían los empates en la NASL) y tuvo una asistencia media miserable de 5.806 aficionados por partido, solo por delante del Chicago Sting y el San Diego Sockers en la liga.
Para la temporada de 1979, el huracán lo hizo mucho mejor, ganó la división con 22 victorias en treinta partidos, y Liekoski fue galardonado como el Entrenador del Año. Pero el huracán no podía hacerlo tan bien en los playoffs, perdiendo ante el Philadelphia Fury en dos partidos consecutivos. La asistencia fue mejor en 6.211 por partido, pero todavía era penúltimo en la liga - el peor de no ser por el Philadelphia Fury. Teniendo en cuenta que Kyle Rote Jr. se había unido al huracán de esa temporada, pudo haber sido una decepción. En cualquier caso, Rote dejó el huracán en una misión de ayuda a Camboya y más tarde se retiró.
El huracán no lo hizo tan bien en lo que resultó ser su última temporada, colocándose en segundo lugar en la división y perder de nuevo en los playoffs frente al Edmonton Drillers. Ganaron los catorce y perdieron dieciocho en la temporada ampliada, y la asistencia se redujo a 5.818 por partido, con sólo los Atlanta Chiefs y el Philadelphia Fury como los únicos equipos con peores entradas. Eso fue suficiente para que los propietarios de los Huracanes (que se basaban en realidad en Denver, Colorado) y el equipo desaparecieran a finales de 1980.

## Palmarés
- Títulos de Conferencia: 1

1979 - División Central Conferencia Americana

## Temporadas
| Año  | Liga | G  | P  | Pts | Temporada Regular                          | Playoffs                              | Asistencia |
| ---- | ---- | -- | -- | --- | ------------------------------------------ | ------------------------------------- | ---------- |
| 1978 | NASL | 10 | 20 | 96  | 4º División Central, Conferencia Americana | No Clasificó                          | 7,750      |
| 1979 | NASL | 22 | 8  | 187 | 1º División Central, Conferencia Americana | Eliminado en 1/4 (ante Philadelphia)  | 6,212      |
| 1980 | NASL | 14 | 18 | 130 | 2º División Central, Conferencia Americana | Eliminado en 1ª ronda (ante Edmonton) | 5,818      |

## Jugadores destacados
| - Paul Hammond (1978–80) - Stewart Jump (1978–80) - Kyle Rote (1979) - Mike Bakić (1980) - Larry Lloyd (1978) - Manuel Manzo (1979) | - Bobby Lennox (1978–79) - Matt O'Sullivan (1978–80) - Carlos Eloir Perucci (1980) - Ray Nolan (1978) - Santiago Formoso (1980) |